# Astomum intermedium
Astomum intermedium är en bladmossart som beskrevs av Márton Péterfi 1899. Astomum intermedium ingår i släktet Astomum och familjen Pottiaceae. Inga underarter finns listade i Catalogue of Life.